# 1934 en musique classique
| \| • Retour à la chronologie générale de la musique classique • \| |
| Grèce • Rome • Haut Moyen Âge • VIIIe siècle • IXe siècle • Xe siècle • XIe siècle XIIe siècle • XIIIe siècle • XIVe siècle • XVe siècle • XVIe siècle • XVIIe siècle XVIIIe siècle • XIXe siècle • XXe siècle • XXIe siècle |
| • Retour à la chronologie générale de la musique classique • |

| Années en musique classique : 1931 - 1932 - 1933 - 1934 - 1935 - 1936 - 1937    |
| Décennies en musique classique : 1900 - 1910 - 1920 - 1930 - 1940 - 1950 - 1960 |

## Événements

### Créations
- 22 janvier :  Lady Macbeth du district de Mtsensk, opéra de Dmitri Chostakovitch, créé simultanément au Théâtre Maly de Leningrad et au Théâtre d'Art de Stanislavski et Nemirovitch-Dantchenko de Moscou.
- 23 janvier :  La fiamma, opéra d’Ottorino Respighi, créé au Teatro dell'Opera à Rome, sous la direction du compositeur.
- 6 mars : la Simple Symphony de Britten, créée à Norwich.
- 12 mars : Mathis le Peintre, symphonie de Paul Hindemith, créée par l'Orchestre philharmonique de Berlin dirigé par Wilhelm Furtwangler à Berlin.
- 2 avril : la Symphonie no 1 de Gian Francesco Malipiero, créée à Florence.
- 30 avril : Perséphone, mélodrame d’Igor Stravinsky, créé à l'Opéra de Paris.
- 29 septembre : la Symphonie prolétaire de Carlos Chávez, créée à Mexico.
- 19 octobre : la Symphonie no 4 d'Albert Roussel, créée aux concerts Pasdeloup à Paris sous la direction d'Albert Wolff.
- 19 novembre : la Sinfonietta d’Albert Roussel, créée à Paris par l'Orchestre féminin de Paris dirigé par Jane Evrard.
- 25 novembre : le Concerto pour saxophone et orchestre à cordes d’Alexandre Glazounov, créée à Nyköping par Sigurd Rascher.
- 30 novembre : Lulu Suite, symphonie d’Alban Berg est créée à Berlin contre la volonté du gouvernement.

Date indéterminée
- Francis Poulenc compose Villanelle, œuvre de musique de chambre pour pipeau et piano.

### Autres
- 18 janvier : Création de l'Orchestre national de France.
- 12 mars : Les concerts sont suspendus par la censure en Allemagne.
- 17 septembre : Mise sur le marché du premier disque 33 tours enregistré (Cinquième Symphonie de Beethoven).
- Création du Festival de Glyndebourne, festival d'opéra qui a lieu chaque été dans le Sussex (Angleterre).
- Fondation de l'Orchestre symphonique de Montréal.

## Naissances

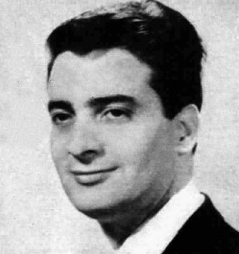
Aldo Ceccato

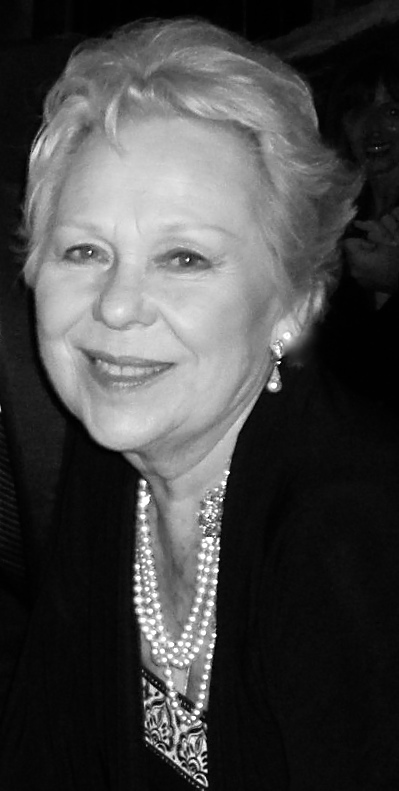
Renata Scotto

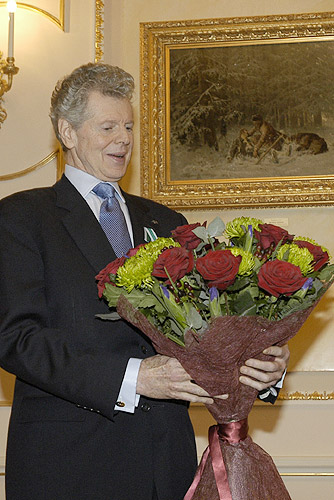
Van Cliburn

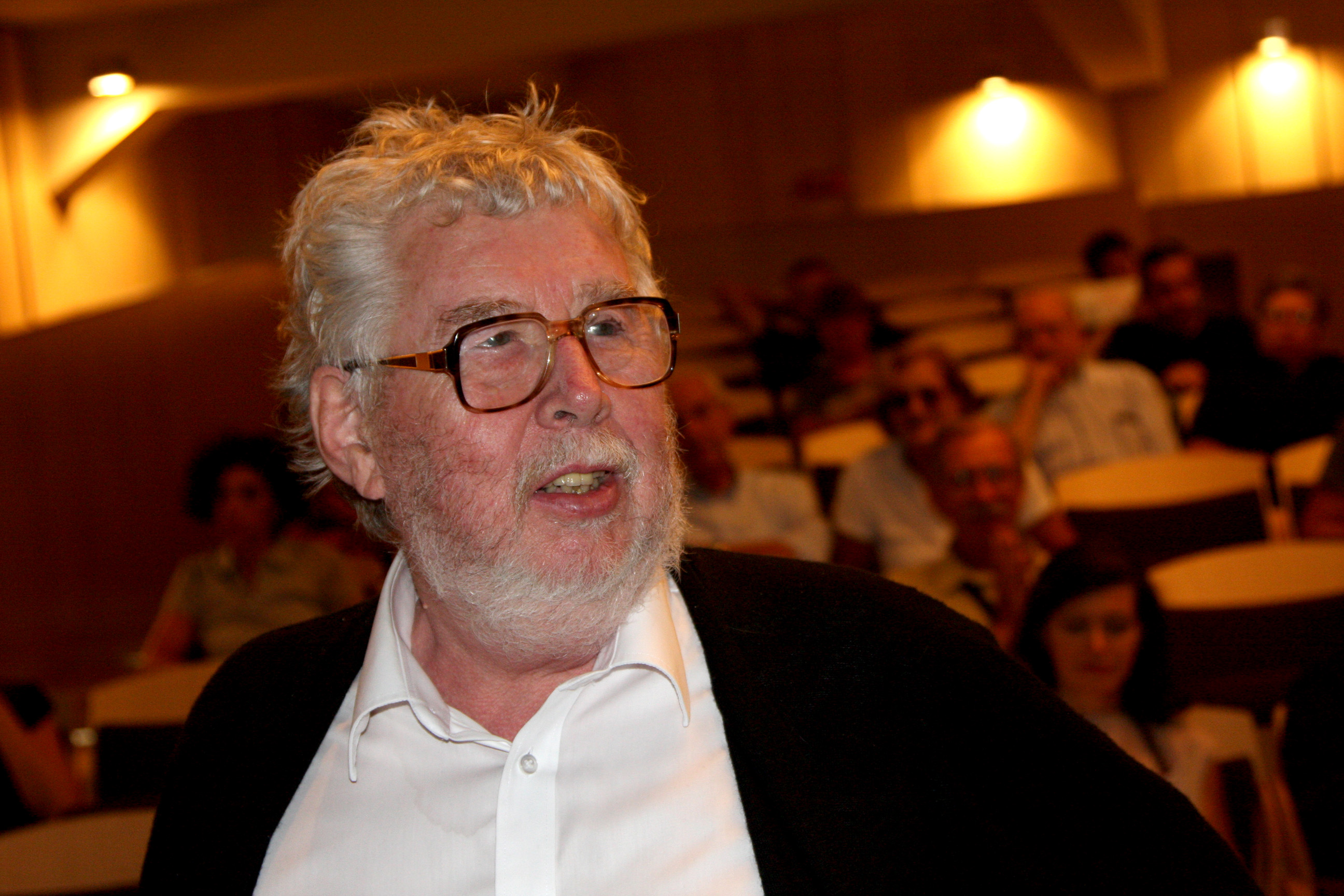
Sir Harrison Birtwistle

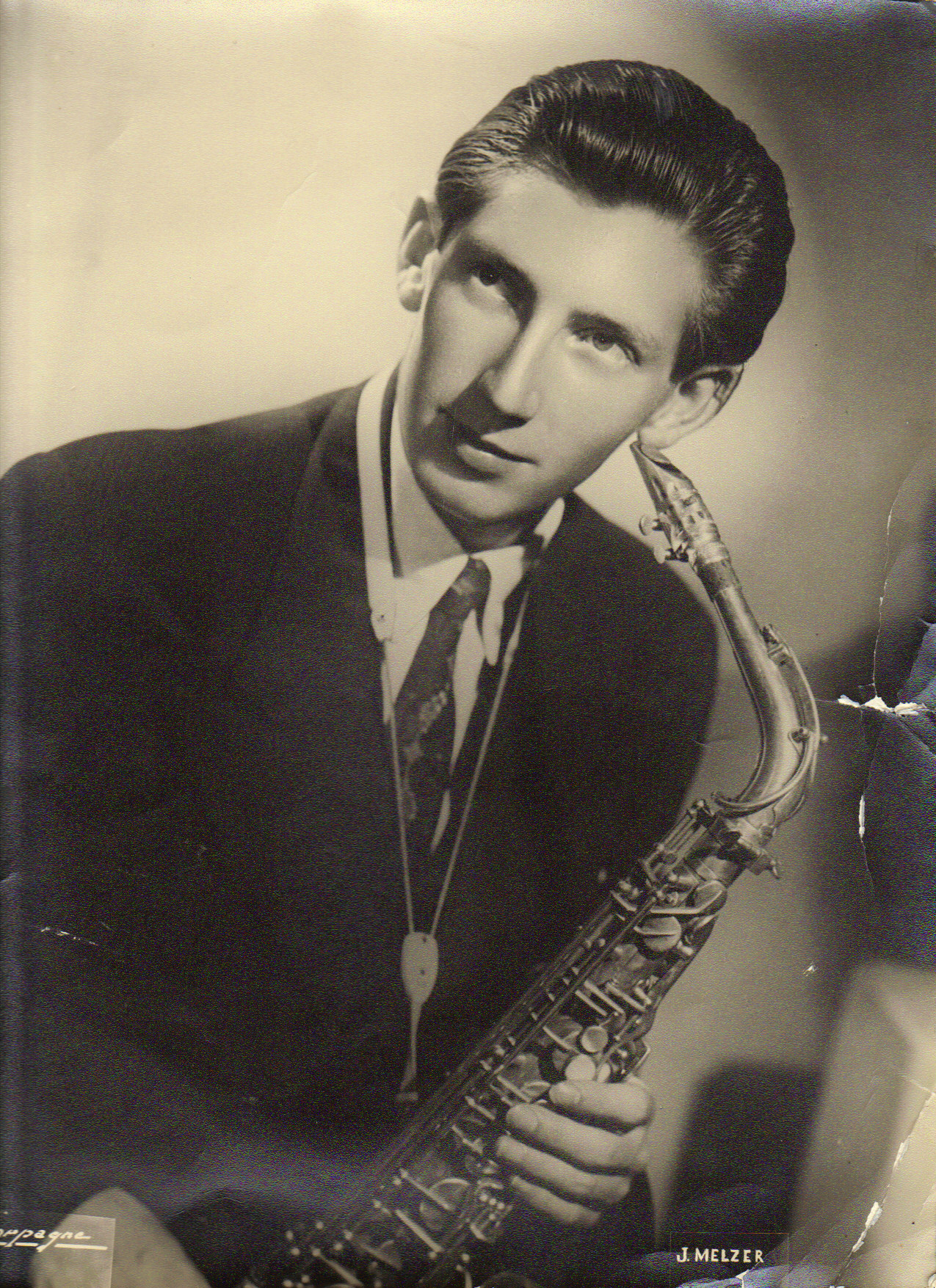
Jacques Melzer

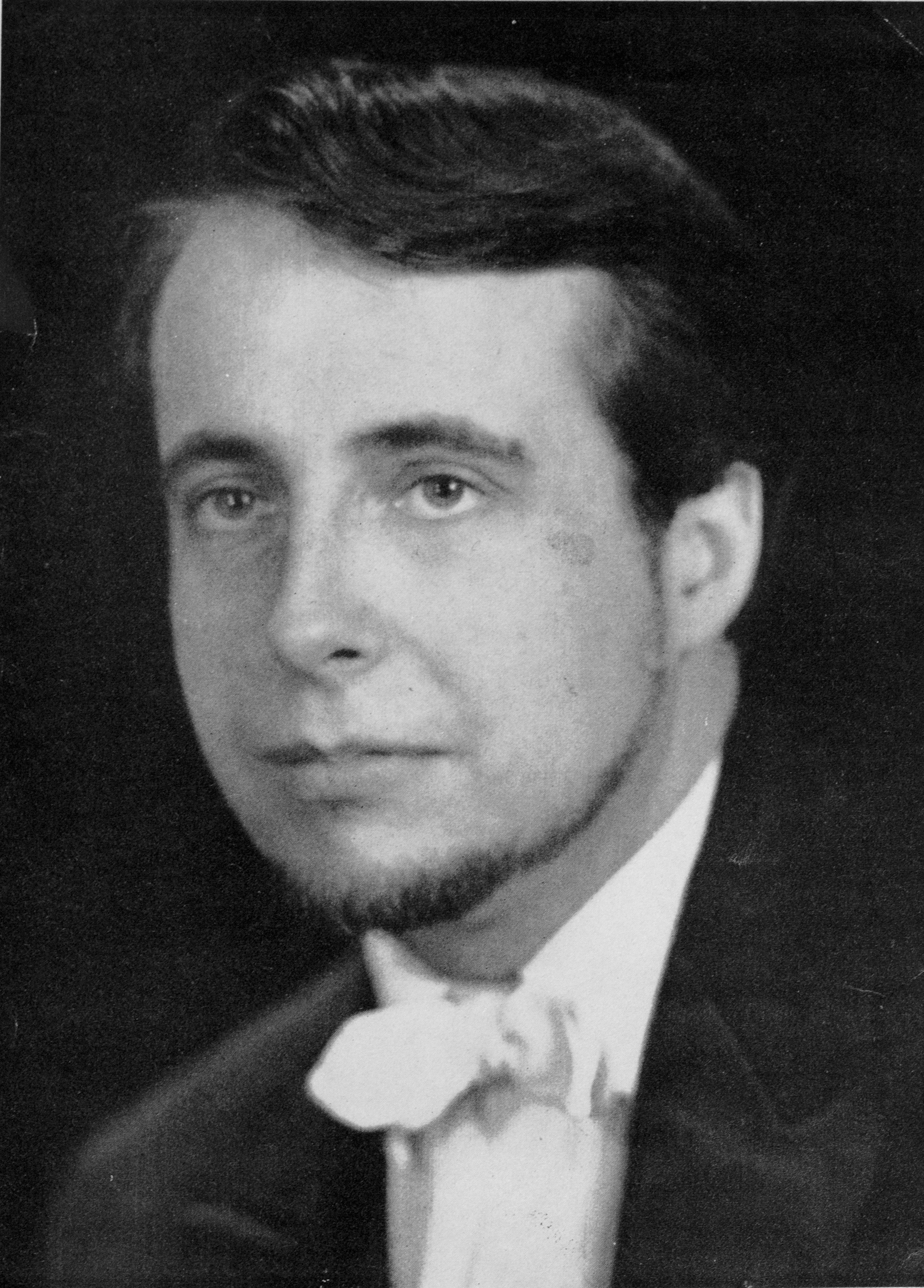
Yves Cornière

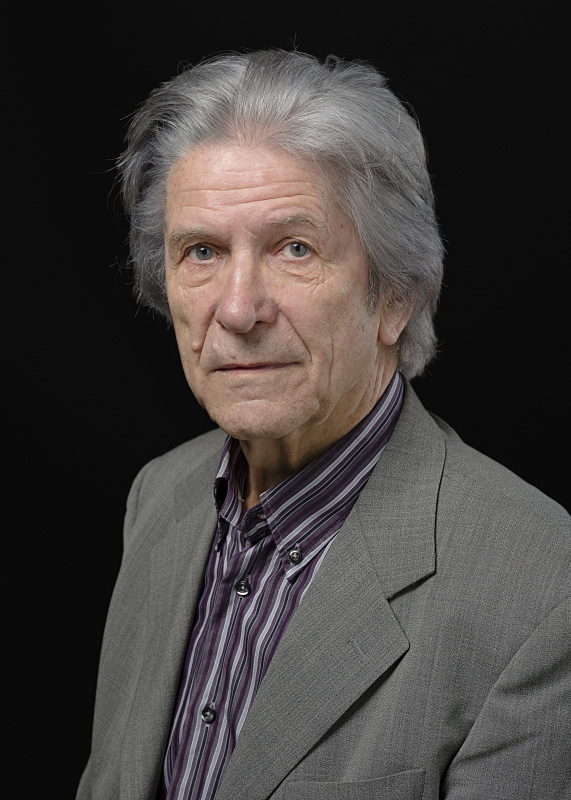
René Falquet

- 7 janvier : Masaaki Hayakawa, chef d'orchestre et compositeur japonais.
- 14 janvier : Hans Deinzer, clarinettiste allemand et professeur de clarinette († 26 février 2020).
- 16 janvier : Marilyn Horne, mezzo-soprano américaine.
- 16 janvier : Richard Wernick, compositeur américain († 25 avril 2025).
- 20 janvier : Michel Debost, flûtiste français.
- 25 janvier : Pablo Colino, religieux, musicien et écrivain espagnol.
- 26 janvier : Ton Bruynèl, compositeur et pianiste néerlandais.
- 5 février : John Poole, organiste et chef de chœur britannique († 18 mai 2020).
- 7 février : Andrée Esposito, soprano française.
- 11 février :
  - Gioacchino Lanza Tomasi, musicologue, directeur artistique et écrivain italien († 10 mai 2023).
  - Francesco Pennisi, compositeur et auteur de pièces de théâtre italien († 8 octobre 2000).
- 14 février : Michel Corboz, musicien, chef de chœur, chef d'orchestre et enseignant suisse († 2 septembre 2021).
- 17 février : Anner Bylsma, violoncelliste néerlandais († 25 juillet 2019).
- 18 février : Aldo Ceccato, chef d'orchestre italien.
- 21 février : Gerre Hancock, organiste, improvisateur et compositeur américain († 21 janvier 2012).
- 22 février : Daniel Meier, compositeur et chef de chœur français († 25 juillet 2004).
- 23 février : Augusto Algueró, compositeur de chansons et chef d'orchestre espagnol († 16 janvier 2011).
- 24 février : Renata Scotto, soprano italienne († 16 août 2023).
- 26 février : Michel Fusté-Lambezat, compositeur, chef d'orchestre et hautboïste français († 7 février 2013).
- 2 mars : Bernard Rands, compositeur américain.
- 4 mars : Mario Davidovsky, compositeur américain d'origine argentine († 23 août 2019).
- 8 mars :
  - John McLeod, compositeur écossais.
  - Christian Wolff, compositeur américain.
- 10 mars : Fu Cong, pianiste chinois († 28 décembre 2020).
- 11 mars : Maciej Łukaszczyk, pianiste et répétiteur polonais († 2 juin 2014).
- 15 mars : Radoslav Kvapil, pianiste tchèque.
- 16 mars : Roger Norrington, chef d'orchestre britannique († 18 juillet 2025).
- 17 mars : Erhard Grosskopf, compositeur allemand († 17 avril 2025).
- 4 avril : Gabriel Tacchino, pianiste français († 29 janvier 2023).
- 12 avril : Hans Helm, baryton allemand († 23 décembre 2023).
- 13 avril : Siegfried Matthus, compositeur et directeur d'opéra allemand († 27 août 2021)).
- 14 avril : Gaetano Delogu, chef d'orchestre italien.
- 18 avril : George Shirley, ténor afro-américain.
- 26 avril : Esteban Sánchez, pianiste et compositeur espagnol († 13 février 1997).
- 10 mai : Dmitri Nabokov, chanteur d'opéra et traducteur († 23 février 2012).
- 15 mai : Bernard Ringeissen, pianiste français († avril 2025).
- 23 mai : Jürg von Vintschger, pianiste suisse.
- 1er juin : Janneta Metallidi, compositrice russe et pédagogue († 7 juin 2019).
- 5 juin : Lukas David, violoniste autrichien († 11 octobre 2021).
- 7 juin : Philippe Entremont, pianiste et chef d'orchestre français.
- 8 juin : Claudine Perretti, pianiste suisse († 2005).
- 18 juin : Pavle Dešpalj, chef d'orchestre et compositeur croate († 16 décembre 2021).
- 20 juin : Alain Bancquart, compositeur français.
- 30 juin : Ursula Bagdasarjanz, violoniste suisse.
- 3 juillet : Christian Manen, compositeur français († 11 septembre 2020).
- 5 juillet : Tom Krause, baryton-basse finlandais († 6 décembre 2013).
- 6 juillet : Norbert Bourdon, clarinettiste français  († 17 mai 1995).
- 7 juillet : Vinko Globokar, compositeur de musique contemporaine et tromboniste français.
- 12 juillet : Van Cliburn, pianiste américain († 27 février 2013).
- 15 juillet : 
  - Sir Harrison Birtwistle, compositeur britannique († 18 avril 2022).
  - John Weeks, compositeur britannique.
- 17 juillet : Philippe Capdenat, compositeur français († 2 mai 2025).
- 18 juillet : Jacques Melzer, saxophoniste français († 8 mai 2006).
- 20 juillet : Albert Calvayrac, trompettiste français († 26 novembre 2023).
- 30 juillet : André Prévost (compositeur) et pédagogue, canadien (†27 janvier 2001).
- 1er août : Hermann Baumann, corniste allemand (†29 décembre 2023).
- 10 août : James Tenney, compositeur et un théoricien de la musique américain († 24 août 2006).
- 17 août : Marian Borkowski, compositeur, musicologue, pianiste et professeur de musique polonais.
- 21 août : Reinhold Brinkmann, musicologue allemand († 10 octobre 2010).
- 22 août : Ayla Erduran, violoniste turque († 7 janvier 2025).
- 29 août :
  - Jean-Pierre Guézec, compositeur français († 9 mars 1971).
  - Karl-Ove Mannberg, violoniste suédois († 15 mars 2024).
- 2 septembre : Jacques Desloges, saxophoniste français.
- 3 septembre : Xavier Darasse, compositeur et organiste français († 24 novembre 1992).
- 5 septembre : Valerie Tryon, pianiste Britannique.
- 8 septembre : Peter Maxwell Davies, compositeur et chef d'orchestre anglais († 14 mars 2016).
- 10 septembre : Victor Godfrey, chanteur d'opéra canadien baryton-basse.
- 13 septembre : Tamara Milachkina, soprano soviétique et russe († 10 janvier 2024).
- 26 septembre : Geoffrey Grey, violoniste, chef d'orchestre et compositeur britannique.
- 7 octobre : 
  - Feliksas Bajoras : compositeur et pédagogue lituanien.
  - Manuel Rego, pianiste argentin († 19 août 2007).
- 18 octobre : Berit Lindholm, soprano suédoise († 12 août 2023).
- 25 octobre : Pierre Ancelin, compositeur français († 19 décembre 2001).
- 26 octobre : Ferenc Rados, pianiste hongrois († 25 février 2025).
- 27 octobre : Maxence Larrieu, flûtiste français.
- 29 octobre : 
  - Yves Cornière, compositeur, organiste et chef d'orchestre français († 29 novembre 2011).
  - Franco Tagliavini, ténor italien († 15 août 2010).
  - Gaston Maugras, hautboïste français († 23 septembre 1991)
- 30 octobre : Frans Brüggen, chef d'orchestre et flûtiste néerlandais († 13 août 2014).
- 31 octobre : Walter Steffens, compositeur allemand.
- 8 novembre : Heinz Lohmann, organiste allemand († 11 mars 2001).
- 9 novembre : Thierry de Brunhoff, pianiste français.
- 15 novembre : Peter Dickinson, compositeur et musicologue britannique († 16 juin 2023).
- 17 novembre : Alan Curtis, claveciniste, musicologue et chef d'orchestre († 15 juillet 2015).
- 19 novembre :
  - Paul Glass, compositeur et pédagogue suisse ;
  - David Lloyd-Jones, chef d’orchestre britannique († 8 juin 2022).

Sommaire
- 24 novembre : Alfred Schnittke, compositeur soviétique († 3 août 1998).
- 29 novembre : 
  - René Falquet, chef d'orchestre vaudois.
  - Günter Wewel, chanteur d’opéra allemand, basse († 9 mai 2023).
- 9 décembre : Alan Ridout, compositeur britannique († 19 mars 1996).
- 15 décembre : Raina Kabaivanska, soprano bulgare naturalisée italienne.
- 23 décembre : Claudio Scimone, chef d'orchestre italien († 6 septembre 2018).
- 24 décembre : Noël Lancien, compositeur, chef d'orchestre et pédagogue français († 23 juillet 1999).

Date indéterminée
- Benedict Elide Odiase, compositeur nigérian († 12 juin 2013).
- Daniel Rémy, violoniste français.
- Ali Doğan Sinangil, compositeur turc.
- Françoise Thinat, pianiste française.

## Décès

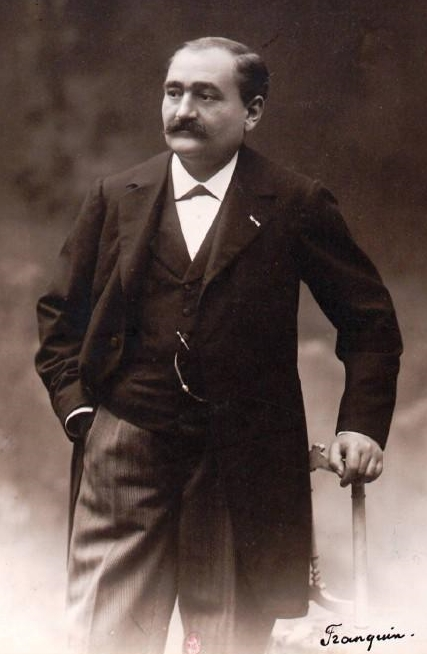
Merri Franquin

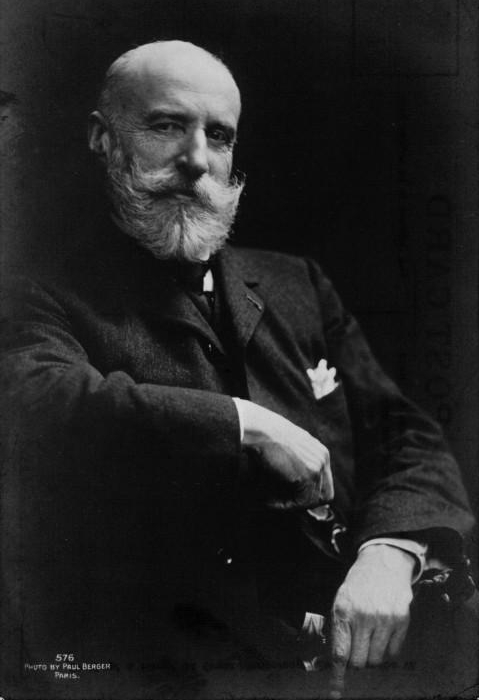
Francis Planté

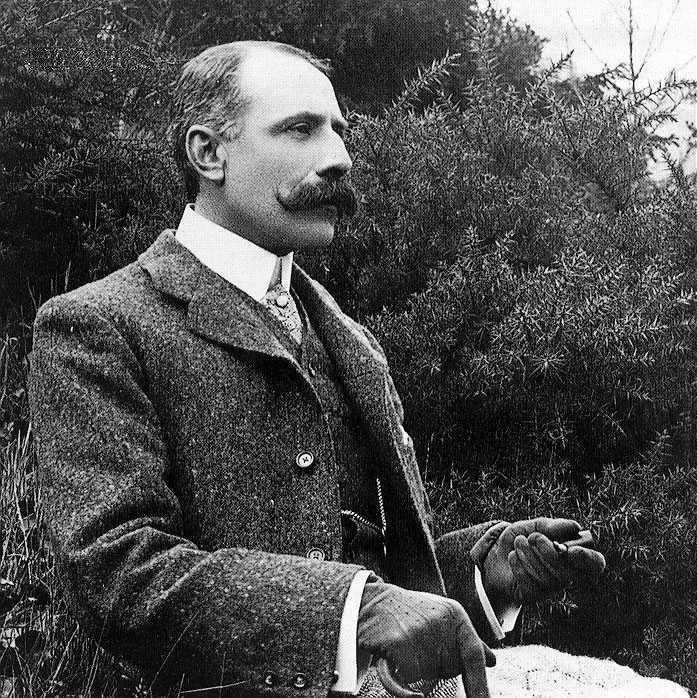
Edward Elgar

- 2 janvier : Gabriel Parès, chef de musique militaire et compositeur français (° 28 novembre 1860).
- 3 janvier : José Tragó, pianiste, compositeur et pédagogue espagnol (° 25 septembre 1857).
- 10 janvier : Vincenzo Ferroni, compositeur et pédagogue italien (° 17 février 1858).
- 12 janvier : Paul Kochanski, compositeur et violoniste polonais (° 14 septembre 1887).
- 22 janvier : Merri Franquin, trompettiste français (° 19 octobre 1848).
- 26 janvier : Annie Patterson, organiste, professeur de musique, auteur, compositrice et arrangeur irlandaise (° 27 octobre 1868).
- 18 janvier : Otakar Ševčík, violoniste et compositeur tchèque (° 22 mars 1852).
- 19 janvier : Armand Parent, violoniste et compositeur belge (° 5 février 1863).
- 3 février : Eleonora de Cisneros, chanteuse d'opéra américaine (° 13 octobre 1878).
- 22 février : Willem Kes, chef d'orchestre et violoniste néerlandais (° 16 février 1856).
- 23 février : Edward Elgar, compositeur et chef d'orchestre britannique (° 2 juin 1857).
- 3 mars : Norman O'Neill, compositeur et chef d'orchestre irlandais et britannique (° 14 mars 1875).
- 21 mars :
  - Nicanor Abelardo, compositeur philippin (° 7 février 1893).
  - Franz Schreker, compositeur autrichien (° 23 mars 1878).
- 18 mai : Louise Grandjean, soprano française (° 27 septembre 1870).
- 19 mai : Émile Pierre Ratez, compositeur et altiste français (° 5 novembre 1851).
- 25 mai : Gustav Holst, compositeur anglais (° 21 septembre 1874).
- 10 juin : Frederick Delius, compositeur britannique d'origine allemande (° 29 janvier 1862).
- 15 juin : Alfred Bruneau, compositeur français (° 3 mars 1857).
- 9 juillet : Otakar Zich, compositeur tchèque (° 25 mars 1879).
- 15 juillet : Louis F. Gottschalk, compositeur, chef d'orchestre et producteur de cinéma américain (° 7 octobre 1864).
- 18 juillet : Francisco de Lacerda, musicologue, chef d'orchestre et compositeur portugais (° 11 mai 1869).
- 24 août : Hugo Felix, compositeur austro-américain (° 19 novembre 1866).
- 24 septembre : Edwin Lemare, organiste anglais (° 9 septembre 1865).
- 3 octobre : Henri Marteau, violoniste et compositeur (° 31 mars 1874).
- 12 octobre : Theodore Baker, musicologue américain (° 3 juin 1851).
- 14 octobre : Leonid Sobinov, chanteur d’opéra russe (° 7 juin 1872).
- 14 novembre : Raffaele Calace, joueur de mandoline, compositeur, et luthier italien (° 29 décembre 1863).
- 21 novembre : Mon Schjelderup, compositrice et pianiste norvégienne (° 16 juin 1870).
- 8 décembre : Bernhard Sekles,  compositeur, pianiste et pédagogue allemand (° 20 mars 1872).
- 9 décembre : Kateřina Emingerová,  compositrice, pianiste et professeur de musique tchèque (° 13 juillet 1856).
- 11 décembre : Paul Rougnon, professeur de musique et compositeur français (° 24 août 1846).
- 19 décembre : Francis Planté, pianiste français (° 2 mars 1839).
- 23 décembre : Henri Dallier, organiste et compositeur français (° 20 mars 1849).

Date indéterminée